# Rallye autrichien des Alpes 1970
Le Rallye autrichien des Alpes 1970 (41. Internationale Österreichische Alpenfahrt), disputé du 6 au 10 mai 1970, est la cinquième manche du Championnat international des marques 1970 (IRC), inauguré cette même année.

## Classement général
| Pos | No | Pilote             | Copilote         | Voiture                | Temps             | Écart           | Groupe |
| --- | -- | ------------------ | ---------------- | ---------------------- | ----------------- | --------------- | ------ |
| 1   | 3  | Björn Waldegård    | Lars Nyström     | Porsche 911 S          | 2 h 36 min 16 s 8 |                 | 4      |
| 2   | 31 | Håkan Lindberg     | Solve Andreasson | Saab 96 V4             | 2 h 34 min 10 s 0 | + 3 min 53 s 2  | 2      |
| 3   | 27 | Jean-François Piot | Jean Todt        | Ford Escort TwinCam    | 2 h 34 min 57 s 6 | + 4 min 40 s 8  | 2      |
| 4   | 29 | Adrian Boyd        | Beatty Crawford  | Ford Escort TwinCam    | 2 h 47 min 18 s 8 | + 17 min 02 s 0 | 2      |
| 5   | 17 | Bernard Darniche   | Alain Mahé       | Alpine A110 1600       | 2 h 47 min 47 s 3 | + 17 min 30 s 5 | 4      |
| 6   | 34 | Walter Lux         | Hans Siebert     | Volkswagen 1500        | 2 h 55 min 30 s 1 | + 25 min 13 s 3 | 2      |
| 7   | 36 | Franz Wurz         | Franz Zögl       | Ford Escort TwinCam    | 2 h 56 min 03 s 9 | + 25 min 47 s 1 | 2      |
| 8   | 46 | Robert Zelenka     | Richard Zelenka  | Ford Escort TwinCam    | 2 h 58 min 47 s 7 | + 28 min 30 s 9 | 2      |
| 9   | 11 | Harry Källström    | Gunnar Häggbom   | Lancia Fulvia coupé HF | 2 h 58 min 54 s 4 | + 28 min 37 s 6 | 4      |
| 10  | 8  | Klaus Russling     | Gerd Eggenberger | Porsche 911 S          | 3 h 00 min 16 s 0 | + 29 min 59 s 2 | 4      |